# Rhopalomyia abnormis
Rhopalomyia abnormis är en tvåvingeart som beskrevs av Ephraim Porter Felt 1908. Rhopalomyia abnormis ingår i släktet Rhopalomyia och familjen gallmyggor.
Artens utbredningsområde är New York. Inga underarter finns listade i Catalogue of Life.